# Badia Fiorentina
La Badìa Fiorentina es una abadía e iglesia de la Fraternidad de Jerusalén situada en la Via del Proconsolo en el centro de Florencia, Italia. Es famosa por haber sido la iglesia parroquial de Beatrice Portinari, el amor de la vida de Dante, y el lugar donde la vio en Misa, pues Dante creció al otro lado de la calle en lo que hoy se llama la Casa di Dante, reconstruida en 1910 como un museo dedicado a Dante (aunque en realidad difícilmente fue su casa de verdad). Habría oído a los monjes cantando la Misa y los Oficios aquí en canto gregoriano latino, todo lo cual incluye en la Divina Comedia. En 1373, Boccaccio dio sus famosos discursos sobre la Divina Comedia de Dante en esta iglesia.

## Historia
La abadía fue fundada como una institución benedictina en el año 978 por Willa, margravina de Toscana, en conmemoración de su marido Uberto, y fue uno de los principales edificios de la Florencia medieval. En la abadía se fundó un hospital en el año 1071. La campana de la iglesia marcaba las principales divisiones del día florentino. Entre 1284 y 1310 la iglesia románica fue reconstruida en estilo gótico, pero en 1307 parte de la iglesia fue demolida para castigar a los monjes por impago de impuestos. La iglesia pasó por una transformación barroca entre 1627 y 1631. El destacado campanario, acabado entre 1310 y 1330, es románico en su base y gótico en sus plantas superiores. Su construcción fue supervisada por el famoso cronista Giovanni Villani.

## Obras de arte
Entre las principales obras de arte de la iglesia están La visión de san Bernardo (h. 1486) por Filippino Lippi y las tumbas del hijo de Willa Ugo, margrave de Toscana (muerto en 1001) y el abogado y diplomático Bernardo Giugni (1396–1456), ambos de Mino da Fiesole (más tarde completado h. 1466). Los murales en el ábside fueron completados por Giovanni Domenico Ferretti en 1734. 
El anejo Chiostro degli Aranci (Claustro de los Naranjos) contiene un ciclo de frescos (1436–1439) sobre la vida de san Benito de Nursia, en su mayor parte por Giovanni di Consalvo, un seguidor bastante desconocido de Fra Angelico. Los ciclos también incluyen una tabla de 1526-1528 (San Benito castigándose a sí mismo) por un joven Bronzino. El claustro en sí fue diseñado por Bernardo Rossellino.

## Galería de imágenes

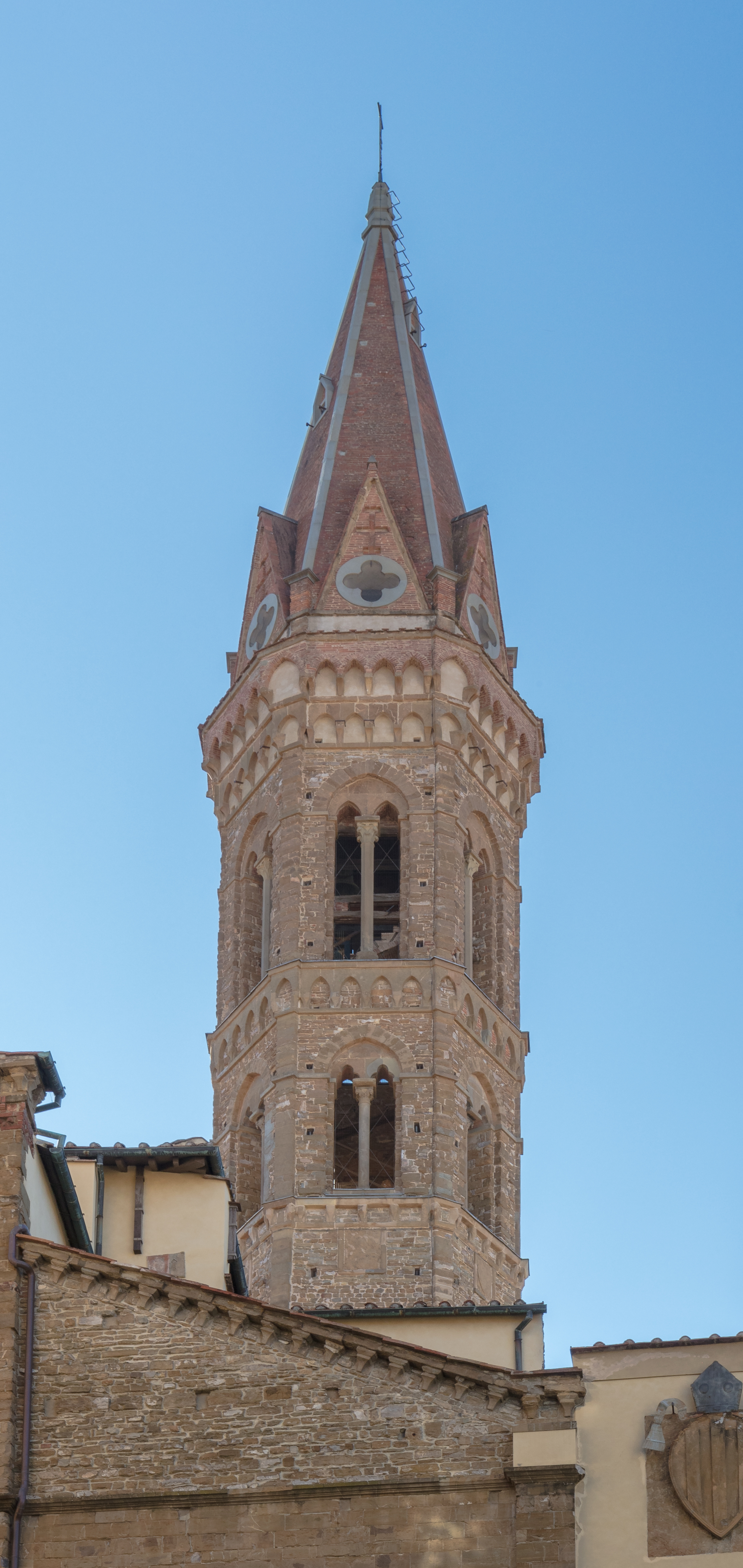
Detalle del campanario.
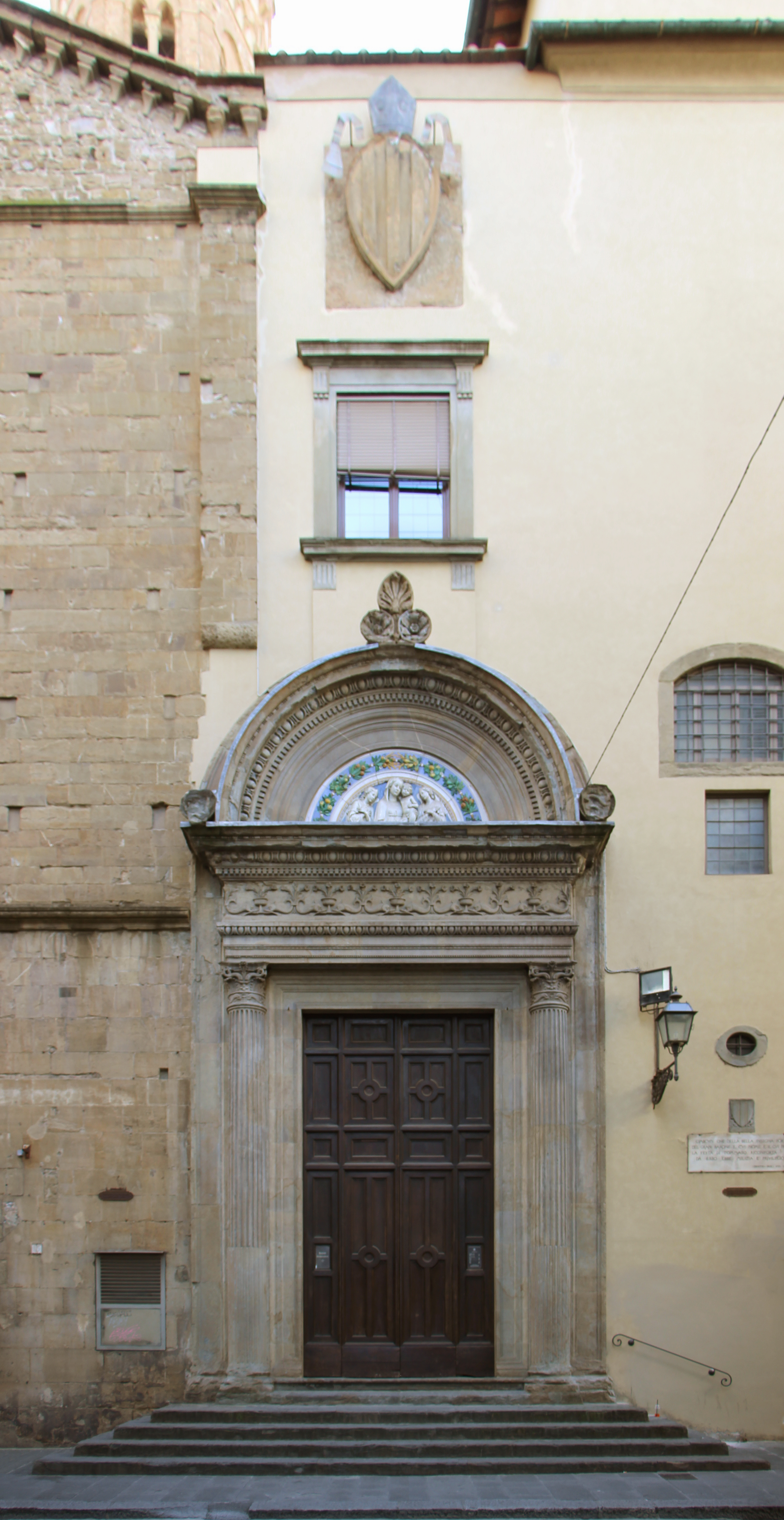
Entrada.
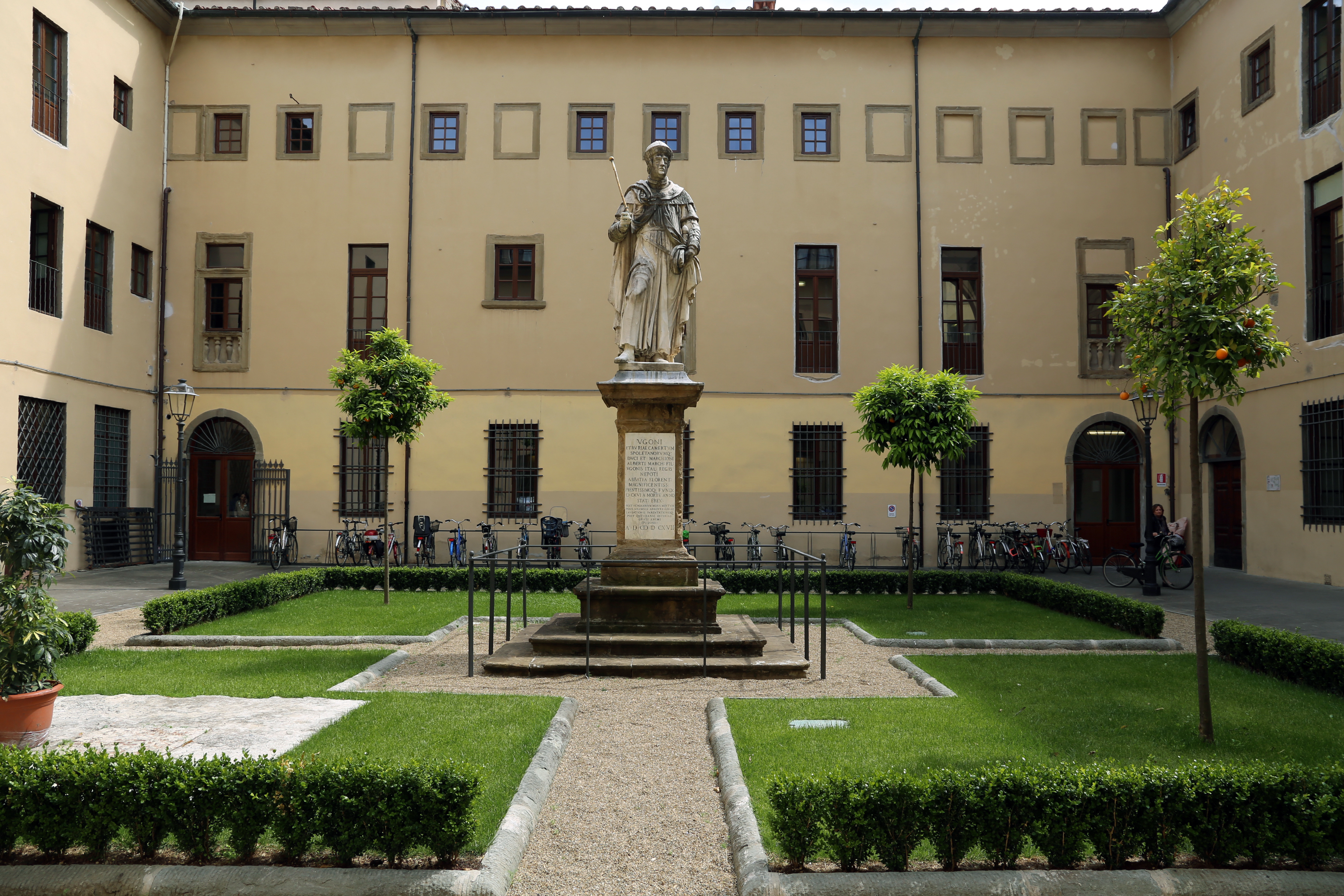
Patio.
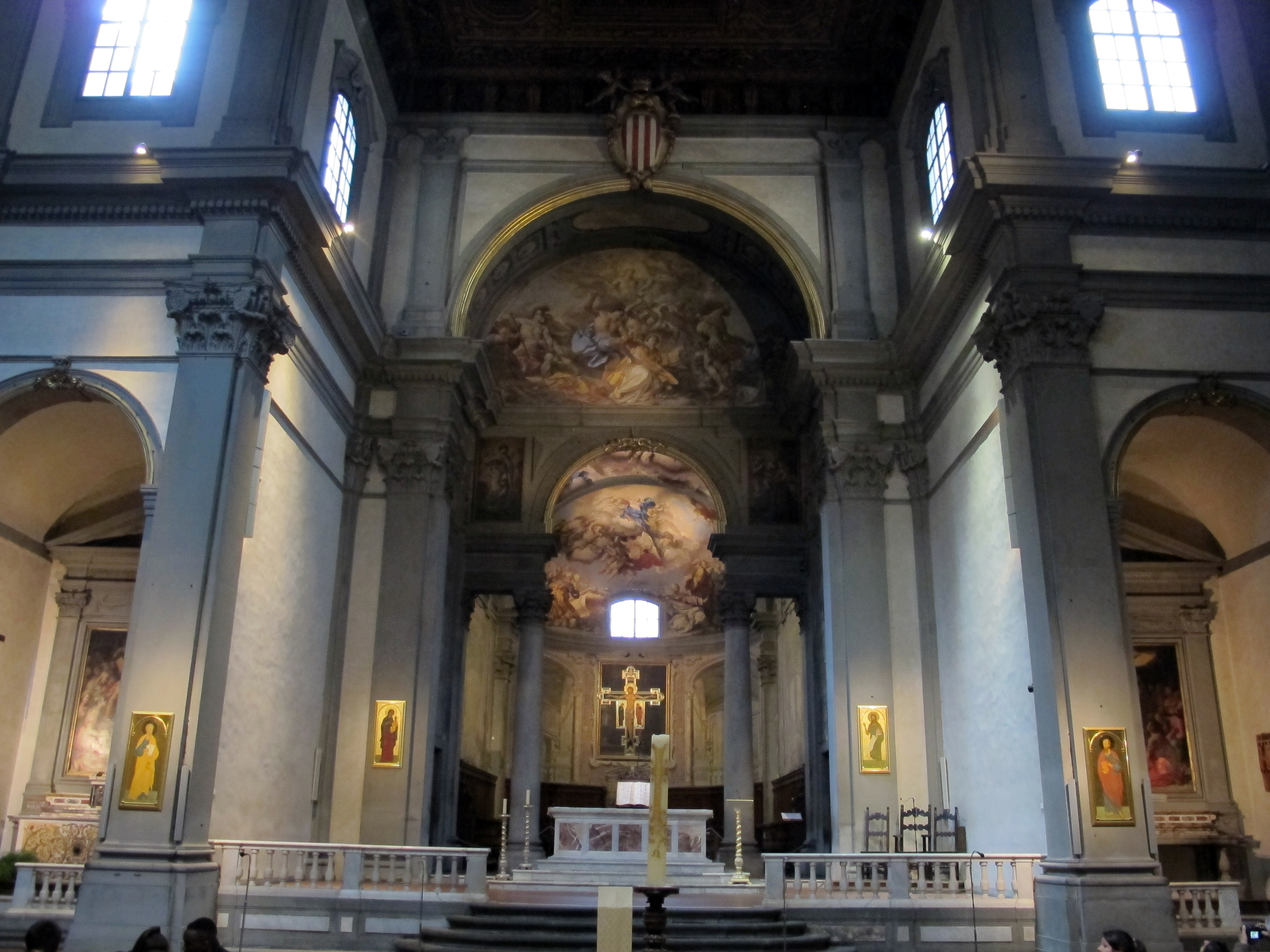
Vista del interior.
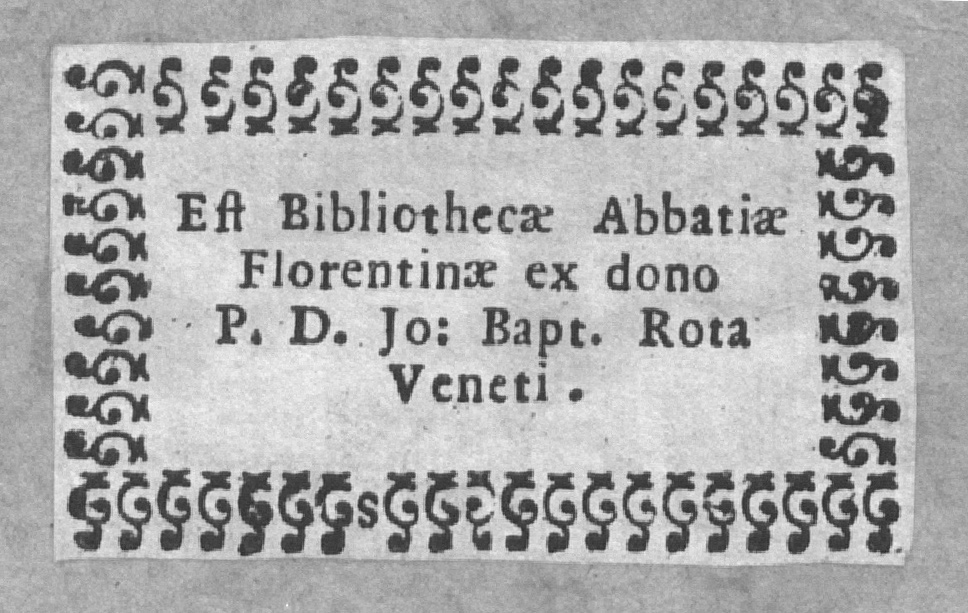
Ex libris.